# Brachioppiella triramosa
Brachioppiella triramosa är en kvalsterart som beskrevs av Hammer 1962. Brachioppiella triramosa ingår i släktet Brachioppiella och familjen Oppiidae. Inga underarter finns listade.